# 南寨镇 (千阳县)
南寨镇，是中华人民共和国陕西省宝鸡市千阳县下辖的一个乡镇级行政单位。

## 行政区划
南寨镇下辖以下地区：
南寨村、新西村、朝阳村、走马棱村、闫家村、千原村、三合村、阳坡村、小寨村、冯家堡村、龙泉寺村、刘家坳村、邓家塬村、尧头村、大寨村、水泉村、闫家庵村、陈家槽村、马家岭村和史家坪村。